# 久隆古墓群
久隆古墓群，位于中国广西壮族自治区钦临县久隆公社，为一个省级文物保护单位，类型为古墓群，为第二批广西壮族自治区文物保护单位，公布时间为1981年8月25日。
久隆古墓群的历史年代为隋～唐。